# Arno Peters
Arno Peters (Charlottenburg, Berlim, 22 de maio de 1916 – Bremen, 2 de dezembro de 2002) foi o desenvolvedor do mapa-múndi de Peters, baseado na Projeção de Gall-Peters.
Peters começou sua carreira como cineasta. Estudou técnicas americanas durante a década de 1930, e ajudou a revolucionar a produção de filmes na Alemanha.
Em 1942, recebeu seu diploma em doutorado na Universidade de Berlim, com uma dissertação sobre propaganda política.
Um de seus interesses era dar igual voz a todos, o que resultou no desenvolvimento do Mapa de Peters, em 1974, que dá uma representação exata das superfícies dos continentes e países, em detrimento de suas formas projetadas como se utilizava até então, permitindo assim que todos os países tenham uma representação fiel de seu tamanho no mapa-múndi.

## Mapa Peters

Mapa mundial de Peters

Estimulado por seu interesse em propaganda política, ele passou grande parte de sua vida acadêmica estudando história mundial sincrônica, que se concentra em todas as áreas do mundo igualmente. Destes estudos surgiu sua linha do tempo de "história mundial sincronizada", dedicando o mesmo espaço a todas as áreas e tempos do mundo simultaneamente, abrangendo 1000 a.C. a 1952 d.C., com base na teoria de que ver todas as civilizações e países simultaneamente mostra relações e influências que pode não ser óbvio de outra forma. Publicado em 1952, pressagiava seu mapa-múndi. Nessas atividades, Peters desenvolveu uma crença na tendência eurocêntrica da maioria dos mapas. Como não conseguiu encontrar um mapa que o satisfizesse, Peters desenvolveu um para si mesmo. Em 1974, ele anunciou o Peters World Map, alegando que era a representação mais precisa do mundo. O mapa gerou polêmica. A projeção de mapa que Peters afirmou ter desenvolvido foi apresentada mais de um século antes pelo reverendo James Gall e, apesar das afirmações de Peters, a projeção não foi a primeira ou a única projeção de área igual. Muitas outras de suas reivindicações foram contestadas ou desmascaradas. Apesar das críticas, mais de 80 milhões de mapas de Peters foram distribuídos em todo o mundo. Em 1989, Peters publicou The Peters Atlas of the World, que na época era o único atlas que representava todas as áreas na mesma escala.